# Saryangdo
Saryang-do är öar i Sydkorea.   De ligger i provinsen Södra Gyeongsang, i den södra delen av landet, 300 km söder om huvudstaden Seoul.